# Tobias Gulliksen
Tobias Fjeld Gulliksen (Drammen, 9 luglio 2003) è un calciatore norvegese, centrocampista o attaccante del Djurgården.

## Carriera

### Club
Gulliksen è cresciuto nelle giovanili del Konnerud, per poi trasferirsi in quelle dello Strømsgodset. Il 18 dicembre 2019 ha rinnovato il contratto che lo legava al club fino al 31 dicembre 2022. Ha esordito nella prima squadra dello Strømsgodset in data 28 giugno 2020, in Eliteserien: ha sostituito Niklas Gunnarsson nel pareggio interno per 1-1 contro l'Aalesund.
Il 21 luglio 2021 ha trovato la prima rete nella massima divisione locale, nella vittoria per 3-0 sull'Odd. Il 20 settembre dello stesso anno ha ulteriormente prolungato l'accordo che lo legava al club, fino al 31 dicembre 2024.
Il 21 luglio 2023 è stato ufficializzato il suo passaggio al Bodø/Glimt, con cui si è accordato fino al 31 dicembre 2027. Il successivo 6 agosto ha quindi debuttato con la nuova maglia, subentrando a Patrick Berg nella sconfitta per 3-2 subita in casa del Viking. Il 10 agosto ha giocato la prima partita nelle competizioni UEFA per club: è stato schierato titolare in una vittoria per 3-0 sul P'yownik, incontro valido per i turni preliminari dell'Europa Conference League. Il 17 agosto, nel match di ritorno, ha trovato una rete nella sfida vinta dal Bodø/Glimt col punteggio di 0-3.
Il 23 febbraio 2024 si è trasferito agli svedesi del Djurgården: ha sottoscritto un contratto quadriennale e ha scelto di vestire la maglia numero 16. Quest'operazione di mercato, quantificata in poco meno di 20 milioni di corone norvegesi (poco meno di 1,8 milioni di euro) più bonus, è stata definita come la più costosa nella storia del Djurgården.

### Nazionale
Gulliksen ha debuttato per la Norvegia under 21 in data 15 giugno 2023, in una sfida amichevole contro la Scozia: ha sostituito Filip Jørgensen nel corso del secondo tempo della partita, terminata 0-0.

## Statistiche

### Presenze e reti nei club
Statistiche aggiornate al 23 febbraio 2024.
| Stagione            | Club                | Campionato          | Campionato | Campionato | Coppe nazionali | Coppe nazionali | Coppe nazionali | Coppe continentali | Coppe continentali | Coppe continentali | Supercoppe | Supercoppe | Supercoppe | Totale | Totale |
| Stagione            | Club                | Comp                | Pres       | Reti       | Comp            | Pres            | Reti            | Comp               | Pres               | Reti               | Comp       | Pres       | Reti       | Pres   | Reti   |
| ------------------- | ------------------- | ------------------- | ---------- | ---------- | --------------- | --------------- | --------------- | ------------------ | ------------------ | ------------------ | ---------- | ---------- | ---------- | ------ | ------ |
| 2019                | Strømsgodset        | ES                  | 0          | 0          | CN              | 0               | 0               | -                  | -                  | -                  | -          | -          | -          | 0      | 0      |
| 2020                | Strømsgodset        | ES                  | 7          | 0          | -               | -               | -               | -                  | -                  | -                  | -          | -          | -          | 7      | 0      |
| 2021                | Strømsgodset        | ES                  | 27         | 5          | CN              | 6               | 1               | -                  | -                  | -                  | -          | -          | -          | 33     | 6      |
| 2022                | Strømsgodset        | ES                  | 22         | 2          | CN              | 1               | 0               | -                  | -                  | -                  | -          | -          | -          | 23     | 2      |
| gen.-lug. 2023      | Strømsgodset        | ES                  | 12         | 1          | CN              | 4               | 1               | -                  | -                  | -                  | -          | -          | -          | 16     | 2      |
| Totale Strømsgodset | Totale Strømsgodset | Totale Strømsgodset | 68         | 8          |                 | 11              | 2               |                    | -                  | -                  |            | -          | -          | 79     | 10     |
| lug.-dic. 2023      | Bodø/Glimt          | ES                  | 11         | 4          | CN              | 2               | 0               | UECL               | 11                 | 1                  | -          | -          | -          | 24     | 5      |
| 2024                | Djurgården          | A                   | 0          | 0          | CS              | 0               | 0               | -                  | -                  | -                  | -          | -          | -          | 0      | 0      |
| Totale              | Totale              | Totale              | 79         | 12         |                 | 13              | 2               |                    | 11                 | 1                  |            | -          | -          | 103    | 15     |

## Palmarès

### Club

#### Competizioni nazionali
- Campionato norvegese: 1

Bodø/Glimt: 2023

### Individuale
- Giovane dell'anno della UEFA Conference League: 1

2024-2025